# Lodovico Trotti Bentivoglio
Lodovico Trotti Bentivoglio, VI marchese di Fresonara (Milano, 26 gennaio 1829 – Arcore, 25 dicembre 1914), è stato un nobile, patriota, militare e politico italiano.
Fu senatore del Regno d'Italia nella XVII legislatura.

## Biografia

### I primi anni e l'inizio del Risorgimento
Lodovico nacque a Milano il 26 gennaio 1829, figlio di Antonio Trotti Bentivoglio, V marchese di Fresonara e di sua moglie, la marchesa piemontese Giacomina Faà di Bruno.
Sin dalla sua gioventù si interessò alla causa del Risorgimento, seguendo l'esempio di suo padre che dalla sua villa di San Giovanni di Bellagio, sul lago di Como, sostenne attivamente i moti rivoluzionari in Lombardia, dando ospitalità a personaggi di spicco come Pietro Borsieri, Gaetano de Castillia, Filippo Ugoni, Giovanni Berchet, Giovita Scalvini. Per questi motivi egli era inviso all'autorità austriaca che lo pose costantemente sotto osservazione della polizia segreta imperiale. Sua zia paterna era inoltre Costanza, moglie del celebre patriota Giuseppe Arconati Visconti, condannato a morte in contumacia per aver preso parte attiva ai moti del 1820-21 ed esiliatosi al Castello di Gaasbeek, in Belgio, ospite della famiglia Arconati Visconti che aveva acquistato da poco la proprietà. Un'altra sua zia paterna fu Margherita, moglie di Giacinto Provana di Collegno, anch'egli esule per aver preso parte ai moti rivoluzionari in Piemonte.
Nel palazzo di famiglia in via dei Bossi, Lodovico crebbe quindi in un ambiente spiccatamente liberale e patriottico e, non ancora ventenne, fu tra queste sale che partecipò ai preparativi dell'insurrezione del 1848. Egli si dedicò in particolare alla raccolta segreta di armi ed alla preparazione di munizioni assieme ai fratelli d'Adda, ad Alessandro Porro e ad altri giovani dell'aristocrazia milanese, riunendosi al celebre Caffè della Cecchina.
Nel corso delle Cinque giornate di Milano, il padre di Lodovico, Antonio, recatosi il 18 marzo 1848 al Palazzo del Broletto per dare il proprio nominativo per l'iscrizione volontaria alla guardia civica, cadde prigioniero nelle mani degli austriaci e venne rinchiuso per quattro giorni nelle segrete del Castello Sforzesco. Agitato ancor più da questa notizia, Lodovico prese quindi parte attiva ai combattimenti, affiancando nelle operazioni Emilio Dandolo e lo zio Lodovico (il quale aveva sposato Sofia, una delle figlie di Alessandro Manzoni).
Dopo la liberazione del padre, Lodovico ospitò nella casa di famiglia a Milano Berchet ritornato in città dopo l'esilio e si distinse come tenente d'artiglieria nella campagna militare del 1848 e successivamente anche in quella del 1849 con l'armata di Carlo Alberto di Savoia. Prese parte alla battaglia di Novara del 23 marzo 1849, riparando poi a Voghera. Vicino ai Savoia ed all'ideale d'unità per l'Italia, il Trotti Bentivoglio si imbarcò con lo zio Giacinto Provana di Collegno ed al senatore Luigi Cibrario alla volta di Porto, in Portogallo, dove Carlo Alberto si era esiliato volontariamente dopo la sconfitta del 1849. Il gruppo si imbarcò dapprima a Marsiglia e poi fece tappa a Cadice, in Spagna. Poco dopo presenziò ai funerali dello stesso Carlo Alberto che venne riportato in patria solo dopo la sua morte.

### Il periodo dei viaggi
Dopo i tumulti e i patimenti che gli era costato il periodo rivoluzionario, Lodovico decise di prendersi una pausa viaggiando in Africa ed in Medio Oriente; nel corso delle sue peregrinazioni giunse a Gerusalemme e Damasco, ripiegando poi in Egitto e in Sudan, ove visitò le cateratte del Nilo Azzurro a Khartum. Nel corso di questo viaggio, Lodovico giunse a Dongola, presso l'attuale Lago Nasser, dove piantò il tricolore italiano, incidendo anche il suo nome su una colonna di pietra del grande Tempio di Luxor.
Dopo una sosta a Costantinopoli nel viaggio di ritorno, giunse a Parigi dove rimase per qualche tempo complice il fatto che lo zio Giacinto era ministro plenipotenziario del Piemonte in Francia. Da lì ne approfittò per portarsi a visitare anche l'Inghilterra. Tornò successivamente a Milano dove rimase, più o meno indisturbato dalle autorità austriache sino al febbraio del 1859: in quel periodo prese parte ai funerali di Enrico Dandolo che, a Milano, videro la partecipazione di 50.000 persone e che, per quanto non potessero essere vietati dalle autorità di stato, erano una chiara espressione del dissenso popolare nei confronti dell'Austria. Per questo motivo il governatore austriaco dispose l'arresto e la persecuzione dei personaggi più in vista che avevano preso parte alle celebrazioni pubbliche in onore del Dandolo, primo tra tutti Lodovico e l'amico fraterno Emilio Visconti Venosta.

### La seconda guerra d'indipendenza italiana
Questa volta Lodovico decise di riparare a Torino, prendendo nuovamente servizio nell'esercito sardo col grado di tenente nel reggimento di cavalleria "Piemonte Reale", prendendo parte alla seconda guerra d'indipendenza italiana. Il 9 giugno 1859, dopo la battaglia di Melegnano, venne nominato ufficiale d'ordinanza di re Vittorio Emanuele II di Savoia, per conto del quale svolse delicate missioni in Valtellina. Si distinse quindi nella battaglia di Solferino ed in quella di San Martino ed il 9 settembre di quello stesso anno venne promosso capitano.
In questo periodo conobbe ed ebbe stretti rapporti con la principessa Cristina Trivulzio di Belgiojoso, pure celebre patriota dal risorgimento italiano, della quale sposò in seconde nozze una figlia, accogliendo quindi la suocera nella propria abitazione dopo che era rimasta vedova, ricevendo personaggi illustri come Alessandro Manzoni o Massimo d'Azeglio e dove la stessa principessa si spense nel 1871.
Dopo la proclamazione del Regno d'Italia, il Trotti Bentivoglio prese parte attivamente alla vita del comune di Milano dove fu assessore nella prima giunta presieduta da Antonio Beretta (che fu sindaco dal 1860 al 1867). Dilettandosi egli nell'arte del giardinaggio, colse l'occasione per abbellire la martoriata Milano con la creazione di parchi e giardini grazie anche alla Pro montibus, associazione naturalistica per la protezione della flora in città. Sulla stregua di questo suo interesse, nel 1899 pubblicherà anche un'opera di settore dal titolo La selvicultura nei monti sopra Bellagio nella quale spiegò l'operazione di rimboschimento da lui intrapresa nelle terre di proprietà della sua famiglia presso il lago di Como. Fu inoltre presidente dal 1884 sino alla sua morte della Societ Lariana che si occupava della navigazione a vapore sul detto lago.

### La terza guerra d'indipendenza italiana e gli ultimi anni
Prese nuovamente parte alla terza guerra d'indipendenza italiana, combattendo nella battaglia di Custoza del 1866. Per premiare il suo impegno a favore della patria ed il suo valore, re Umberto I lo nominò senatore il 20 novembre 1891 ed il 2 maggio 1909 gli concesse il titolo di commendatore dell'Ordine dei Santi Maurizio e Lazzaro.
Morì il 25 dicembre 1914 nella villa d'Adda (di proprietà della famiglia del genero) ad Arcore, in provincia di Milano.

## Matrimonio e figli
Il 21 dicembre 1853, Lodovico sposò in prime nozze la contessa Elena Elisa Lucini Passalacqua, dalla quale ebbe tre figlie:
- Giacomina (*1854 †1920), sposò Gerolamo Sala (*? †1901), ufficiale del Regio Esercito e consigliere comunale di Milano;
- Costanza (*1855 †?), sposò Nerio Malvezzi de' Medici (*1856 †1929), I marchese di Castel Guelfo;
- Beatrice (*1856 †?), sposò Emanuele D'Adda (*1847 †1911), VIII marchese di Pandino.

Si risposò nel 1861 con Maria Barbiano di Belgiojoso, unica figlia della principessa Cristina Trivulzio di Belgiojoso, dalla quale ebbe altre due figlie:
- Cristina (*1861 †?), sposò Luigi Valperga di Masino (*? †1904), conte di Masino;
- Antonietta (*1864 †?), sposò Giuseppe Crivelli Serbelloni (*1862 †1918), IX duca di San Gabrio.

## Albero genealogico
|                                                               |                                                    |                                                            | Genitori                                                            |  |  | Nonni |  |  | Bisnonni                                               |  |  | Trisnonni                                                     |  |
|                                                               |                                                    |                                                            |                                                                     |  |  |       |  |  | Lodovico Trotti Bentivoglio, III marchese di Fresonara |  |  | Lorenzo Galeazzo Trotti Bentivoglio, II marchese di Gerenzano |  |
|                                                               |                                                    |                                                            |                                                                     |  |  |       |  |  | Lodovico Trotti Bentivoglio, III marchese di Fresonara |  |  | Lorenzo Galeazzo Trotti Bentivoglio, II marchese di Gerenzano |  |
|                                                               |                                                    | Paola Simonetta                                            |                                                                     |  |  |       |  |  | Lodovico Trotti Bentivoglio, III marchese di Fresonara |  |  |                                                               |  |
| Lorenzo Galeazzo Trotti Bentivoglio, IV marchese di Fresonara |                                                    |                                                            |                                                                     |  |  |       |  |  | Lodovico Trotti Bentivoglio, III marchese di Fresonara |  |  |                                                               |  |
|                                                               |                                                    | Maria Costanza Castelbarco Visconti                        | Carlo Francesco Ercole Castelbarco Visconti, II marchese di Cislago |  |  |       |  |  |                                                        |  |  |                                                               |  |
|                                                               |                                                    | Maria Costanza Castelbarco Visconti                        | Carlo Francesco Ercole Castelbarco Visconti, II marchese di Cislago |  |  |       |  |  |                                                        |  |  |                                                               |  |
|                                                               |                                                    | Maria Costanza Castelbarco Visconti                        | Josepha de Silva y Alagon                                           |  |  |       |  |  |                                                        |  |  |                                                               |  |
| Antonio Trotti Bentivoglio, V marchese di Fresonara           |                                                    | Maria Costanza Castelbarco Visconti                        |                                                                     |  |  |       |  |  |                                                        |  |  |                                                               |  |
|                                                               |                                                    | Anton Gotthard von Schaffgotsch, III conte di Schaffgotsch | Johann Anton Gotthard von Schaffgotsch, II conte di Schaffgotsch    |  |  |       |  |  |                                                        |  |  |                                                               |  |
|                                                               |                                                    | Anton Gotthard von Schaffgotsch, III conte di Schaffgotsch | Johann Anton Gotthard von Schaffgotsch, II conte di Schaffgotsch    |  |  |       |  |  |                                                        |  |  |                                                               |  |
|                                                               |                                                    | Anton Gotthard von Schaffgotsch, III conte di Schaffgotsch | Anna Terezie Novohradský z Kolovrat                                 |  |  |       |  |  |                                                        |  |  |                                                               |  |
| Maria Antonia von Schaffgotsch                                |                                                    | Anton Gotthard von Schaffgotsch, III conte di Schaffgotsch |                                                                     |  |  |       |  |  |                                                        |  |  |                                                               |  |
|                                                               |                                                    | Maria Anna Zay von Kollonitz                               | Laszlo Zay, barone Zay de Csomor                                    |  |  |       |  |  |                                                        |  |  |                                                               |  |
|                                                               |                                                    | Maria Anna Zay von Kollonitz                               | Laszlo Zay, barone Zay de Csomor                                    |  |  |       |  |  |                                                        |  |  |                                                               |  |
|                                                               |                                                    | Maria Anna Zay von Kollonitz                               | Maria Eleonora von Kollonitz, contessa von Kollonitz                |  |  |       |  |  |                                                        |  |  |                                                               |  |
| Lodovico Trotti Bentivoglio, VI marchese di Fresonara         |                                                    | Maria Anna Zay von Kollonitz                               |                                                                     |  |  |       |  |  |                                                        |  |  |                                                               |  |
|                                                               | Francesco Giuseppe Faà di Bruno, marchese di Bruno | Giovanni Carlo Faà di Bruno, marchese di Bruno             |                                                                     |  |  |       |  |  |                                                        |  |  |                                                               |  |
|                                                               | Francesco Giuseppe Faà di Bruno, marchese di Bruno | Giovanni Carlo Faà di Bruno, marchese di Bruno             |                                                                     |  |  |       |  |  |                                                        |  |  |                                                               |  |
|                                                               | Francesco Giuseppe Faà di Bruno, marchese di Bruno | Angiola Beccaria Incisa Grattarola                         |                                                                     |  |  |       |  |  |                                                        |  |  |                                                               |  |
| Enrico Faà di Bruno                                           | Francesco Giuseppe Faà di Bruno, marchese di Bruno |                                                            |                                                                     |  |  |       |  |  |                                                        |  |  |                                                               |  |
|                                                               |                                                    | Francesca Giacoma Guasco Gallarati di Solero               | Lodovico Guasco Gallarati di Solero                                 |  |  |       |  |  |                                                        |  |  |                                                               |  |
|                                                               |                                                    | Francesca Giacoma Guasco Gallarati di Solero               | Lodovico Guasco Gallarati di Solero                                 |  |  |       |  |  |                                                        |  |  |                                                               |  |
|                                                               |                                                    | Francesca Giacoma Guasco Gallarati di Solero               | …                                                                   |  |  |       |  |  |                                                        |  |  |                                                               |  |
| Giacomina Faà di Bruno                                        |                                                    | Francesca Giacoma Guasco Gallarati di Solero               |                                                                     |  |  |       |  |  |                                                        |  |  |                                                               |  |
|                                                               |                                                    | Giovanni Andrea Giuseppe Figarolo, conte di Gropello       | ?                                                                   |  |  |       |  |  |                                                        |  |  |                                                               |  |
|                                                               |                                                    | Giovanni Andrea Giuseppe Figarolo, conte di Gropello       | ?                                                                   |  |  |       |  |  |                                                        |  |  |                                                               |  |
|                                                               |                                                    | Giovanni Andrea Giuseppe Figarolo, conte di Gropello       | ?                                                                   |  |  |       |  |  |                                                        |  |  |                                                               |  |
| Giovanna Figarolo di Gropello                                 |                                                    | Giovanni Andrea Giuseppe Figarolo, conte di Gropello       |                                                                     |  |  |       |  |  |                                                        |  |  |                                                               |  |
|                                                               |                                                    | Teresa Felicita Tarino                                     | Benedetto Antonio Gaetano Tarino                                    |  |  |       |  |  |                                                        |  |  |                                                               |  |
|                                                               |                                                    | Teresa Felicita Tarino                                     | Benedetto Antonio Gaetano Tarino                                    |  |  |       |  |  |                                                        |  |  |                                                               |  |
|                                                               |                                                    | Teresa Felicita Tarino                                     | Isabella Cane d'Ussol, Signora di Chavannaz                         |  |  |       |  |  |                                                        |  |  |                                                               |  |
|                                                               |                                                    | Teresa Felicita Tarino                                     |                                                                     |  |  |       |  |  |                                                        |  |  |                                                               |  |